# Apicia minucia
Apicia minucia là một loài bướm đêm trong họ Geometridae.